# 1171년

## 연호
- 남송(南宋) 건도(乾道) 7년
- 금(金) 대정(大定) 11년
- 일본(日本) 가오(嘉応) 3년 / 조안(承安) 원년
- 서하(西夏) 건우(乾祐) 2년
- 리 왕조(李朝) 찐롱바오응(正隆寶應) 9년

## 기년
- 남송(南宋) 효종(孝宗) 9년
- 금(金) 세종(世宗) 11년
- 고려(高麗) 명종(明宗) 1년
- 서하(西夏) 인종(仁宗) 32년
- 리 왕조(李朝) 영종(英宗) 34년

## 사건
- 살라흐 앗 딘이 파티마 왕조 칼리프를 무효로하고, 이집트를 수니파 지배로 회복시켰다.

## 사망
- 고려(高麗)의 무신(武臣) 이고(李高)